# Gianluigi Donnarumma
Gianluigi Donnarumma (født 25. februar 1999 i Castellammare di Stabia i Italien) er en italiensk professionel fodboldspiller, som spiller for Ligue 1-holdet Paris Saint-Germain og Italiens landshold.

## Klubkarriere

### A.C. Milan
Donnarumma blev forfremmet til A.C. Milans førstehold af den nye manager Siniša Mihajlović som tredjevalg på målmandsposten. Han var en del af holdet på træningsturen til Kina i juli 2015, hvor A.C. Milan spillede imod Inter og Real Madrid i International Champions Cup 2015.
Donnarumma var første gang en del af holdet, da han sad på bænken i alle 90 minutter i 1-0-sejren over Inter på mål af Mexès. Fem dage senere fik han sin debut for A.C. Milan, da han erstattede Diego López i det 72. minut i kampen mod Real Madrid. Donnarumma holdt målet rent resten af kampen, men var en af to spillere for A.C. Milan til at misse i straffesparkskonkurrencen i 10-9-nederlaget.
Den 25. oktober 2015 fik Donnarumma sin debut i en officiel turnering, da han startede inde og spillede alle 90 minutter i 2-1-sejren over Sassuolo. Han spillede i stedet for Diego López efter tre kampe uden sejr, hvilket gjorde ham til den yngste målmand nogensinde, der startede inde i Serie A. Donnarumma holdt for første gang målet rent tre dage senere i 1-0-sejren over Chievo Verona. Han startede for tredje gang i træk fire dage senere i 3-1-sejren ude over Lazio.

### PSG
Den 14 juli 2021, offentliggjorde Paris Saint-Germain at man havde hentet Donnarumma på en kontrakt, der løber indtil sommeren 2026.